# Pobre de mí

Pobre de mí (Pauvre de moi en français) est un chant populaire clôturant les fêtes de San Fermín célébrées chaque année à Pampelune, en Navarre (Espagne).

## Présentation
Ce chant est entonné le dernier jour des fêtes, le soir du 14 juillet, par les participants qui se rassemblent à minuit devant l'Hôtel de ville sur la plaza Consistorial. Il est de coutume de tenir une bougie allumée.
Les paroles de ce chant commencent par Pobre de mí, pobre de mí, que se han acabado las fiestas de San Fermín (« pauvre de moi, pauvre de moi, les fêtes de San Fermín sont terminées »).
Tous cela, se passe en Espagne.